# Saldón
Saldón is een gemeente in de Spaanse provincie Teruel in de regio Aragón met een oppervlakte van 28,37 km². Saldón telt 26 inwoners (1 januari 2016).

## Demografische ontwikkeling
Bron: INE, 1857-2011: volkstellingen